# Rada Wojskowa (II RP)
Rada Wojskowa – organ władzy wojskowej powołany 6 marca 1919 dekretem Naczelnego Wodza.
Do zakresu jej kompetencji należało rozpatrywanie i opiniowanie projektów ustaw i przepisów wojskowych oraz sprawy finansowe wojska. Przejęła kompetencje Wojskowej Komisji Ustawodawczej ustanowionej 22 stycznia 1919 rozkazem Naczelnego Wodza.
30 sierpnia 1919 ogłoszono jej statut. W 1921 zastąpiona przez Radę Wojenną.
Pierwszy skład rady
- przewodniczący – gen. Eugeniusz de Henning-Michaelis
- zastępca przewodniczącego – gen. Antoni Symon
- członek – gen. Karol Durski-Trzaska
- członek – kontradmirał Kazimierz Porębski
- członek – gen. Jan Jacyna

Skład rady według etatu z 21 lipca 1919
- przewodniczący – gen. Eugeniusz de Henning-Michaelis
- gen. Karol Durski-Trzaska
- gen. Jan Jacyna
- gen. Aleksander Pik
- kontradmirał Kazimierz Porębski
- gen. Modest Romiszewski
- szef Biura Rady Wojskowej – ktp. Roman Tarło

Zmiany personalne w składzie rady
- gen. por. Karol Durski-Trzaska – zastępca przewodniczącego od 10 III 1920
- gen. por. Stanisław Puchalski – szef Departamentu I M.S.Wojsk., członek rady od 10 III 1920
- gen. ppor. Stefan Majewski – dowódca Szkoły Sztabu Generalnego, członek rady od 10 III 1920

Przekształcenia
Wojskowa Komisja Ustawodawcza (1919) → Rada Wojskowa (1919–1921) → Rada Wojenna (1921–1926)